# Yankee Doodle
 Der er for få eller ingen kildehenvisninger i Historie og tekster, hvilket er et problem. Du kan hjælpe ved at angive troværdige kilder til de påstande, som fremføres.

"Yankee Doodle" er en kendt amerikansk sang, ofte sunget i en patriotisk sammenhæng. Det er statssangen for Connecticut.
Det første vers og omkvæd, som det synges i dag:
Yankee Doodle went to town,
A-Riding on a pony;
He stuck a feather in his cap,
And called it macaroni.

## Historie og tekster
Sangens oprindelse skal findes i en sang fra før den Amerikanske uafhængighedskrig, der oprindeligt blev sunget af britiske officerer for at mobbe de ukæmmede, uorganiserede, kolonistiske "Yankees", som de tjente sammen med under de franske og indianske krige. Ordet doodle optrådte første gang i starten af 17. århundrede, hvor det betød et fjols eller tosse, og det menes at stamme fra det plattyske dudel eller dödel, der betyder "fjols" eller "tosse". Det menes, at melodien kommer fra børnerimet Lucy Locket. Omtalen af 'Macaroni' er en reference til den overdrevne modesans og de mænd, der tog del i det, som ofte blev refereret til som "Macaroni-klubben". En af versionerne af Yankee Doodle teksten tillægges doctor Richard Shuckburgh, en kirurg fra British Army, der skrev sangen efter at have set den uprofessionelle fremtoning af oberst Thomas Fitch, Jr., søn af Connecticuts guvernør Thomas Fitch, der ankom til Albany i 1755 med Connecticuts militia.
Bostons Journal of the Times skrev om et britisk band og erklærede "that Yankee Doodle song was the Capital Piece of their band music." (dansk: "at Yankee Doodle-sangen var hovedstykket i deres musik.").

### Tidlige versioner
Den ældste kendte version af teksten er fra 1755 eller 1758, da datoen er omstridt:
Brother Ephraim sold his Cow
And bought him a Commission;
And then he went to Canada
To fight for the Nation;
But when Ephraim he came home
He proved an arrant Coward,
He wouldn't fight the Frenchmen there
For fear of being devour'd.
(I noderne, der hører til denne tekst står der: "Ordene skal synges gennem næsen og i en vestlig, slæbende tale og dialekt.")
Melodien optrådte også i 1762 i en af Amerikas første komiske operaer, The Disappointment, med sjofle tekster om søgen efter Sortskægs nedgravede skat, opført af en gruppe fra Philadelphia.
Af denne grund hævder Billerica, at de er "hjemsted" for Yankee Doodle, og hævder desuden, at det var på det tidspunkt, at amerikanerne tog sangen til sig og vendte den mod dem, der havde brugt den til at mobbe dem. Efter Slaget ved Lexington og Concord, skrev en avis fra Boston:
"Upon their return to Boston [pursued by the Minutemen], one [Briton] asked his brother officer how he liked the tune now, — 'Dang them,' returned he, 'they made us dance it till we were tired' — since which Yankee Doodle sounds less sweet to their ears." (dansk: "Efter deres hjemkomst til Boston [forfulgt af Minutmænd], spurgte en [brite] sin officerbror, hvad han syntes om sangen nu, — 'for søren' svarede han, 'de fik os til at danse til den, indtil vi blev trætte' — siden da har Yankee Doodle ikke lydt særlig godt for dem.").
Briterne svarede igen med et nyt sæt tekster efter Slaget ved Bunker Hill:
The seventeen of June, at Break of Day,
The Rebels they supriz'd us,
With their strong Works, which they'd thrown up,
To burn the Town and drive us.
Den 6. februar 1788 ratificerede Massachusetts forfatningen med 186 stemmer mod 168. Til klokkeringning og kanonskud myldrede de delegerede ud af Brattle Street Church. Der gik ikke mange dage, før borgerne sang deres konventsang til tonerne af "Yankee Doodle." Her er takten til deres sang...
The vention did in Boston meet,
The State House could not hold 'em
So then they went to Fed'ral Street,
And there the truth was told 'em...
And ev'ry morning went to prayer,
And then began disputing,
Till oppositions silenced were,
By arguments refuting.
Now politicians of all kinds,
Who are not yet decided,
May see how Yankees speak their minds,
And yet are not divided.
So here I end my Fed'ral song,
Composed of thirteen verses;
May agriculture flourish long
And commerce fill our purses!

### Fuld version
En fuld version af sangen, som den kendes i dag:
Fath'r and I went down to camp,
Along with Cap'n Goodin',
And there we saw the men and boys
As thick as hasty puddin'.
OMKVÆD:
Yankee Doodle keep it up,
Yankee Doodle dandy,
Mind the music and the step,
And with the girls be handy.
And there we saw a thousand men
As rich as Squire David,
And what they wasted every day,
I wish it could be saved.
OMKVÆD
The 'lasses they eat it every day,
Would keep a house a winter;
They have so much, that I'll be bound,
They eat it when they've mind ter.
OMKVÆD
And there I see a swamping gun
Large as a log of maple,
Upon a deuced little cart,
A load for father's cattle.
OMKVÆD
And every time they shoot it off,
It takes a horn of powder,
and makes a noise like father's gun,
Only a nation louder.
OMKVÆD
I went as nigh to one myself
As 'Siah's inderpinning;
And father went as nigh again,
I thought the deuce was in him.
OMKVÆD
Cousin Simon grew so bold,
I thought he would have cocked it;
It scared me so I shrinked it off
And hung by father's pocket.
OMKVÆD
And Cap'n Davis had a gun,
He kind of clapt his hand on't
And stuck a crooked stabbing iron
Upon the little end on't
OMKVÆD
And there I see a pumpkin shell
As big as mother's bason,
And every time they touched it off
They scampered like the nation.
OMKVÆD
I see a little barrel too,
The heads were made of leather;
They knocked on it with little clubs
And called the folks together.
OMKVÆD
And there was Cap'n Washington,
And gentle folks about him;
They say he's grown so 'tarnal proud
He will not ride without em'.
OMKVÆD
He got him on his meeting clothes,
Upon a slapping stallion;
He sat the world along in rows,
In hundreds and in millions.
OMKVÆD
The flaming ribbons in his hat,
They looked so tearing fine, ah,
I wanted dreadfully to get
To give to my Jemima.
OMKVÆD
I see another snarl of men
A digging graves they told me,
So 'tarnal long, so 'tarnal deep,
They 'tended they should hold me.
OMKVÆD
It scared me so, I hooked it off,
Nor stopped, as I remember,
Nor turned about till I got home,
Locked up in mother's chamber.
OMKVÆD
Gen. George P. Morris

### Borgerkrigen
Under den Amerikanske borgerkrig, tilføjede sydstaterne nogle nye linjer til sangen:[kilde mangler]
Yankee Doodle went to town
A-riding on a pony
Stuck a feather in his hat
And called it macaroni.
OMKVÆD:
Yankee Doodle, keep it up
Yankee Doodle dandy
Mind the music and the step
And with the girls be handy.
Father and I went down to camp
Along with Captain Gooding
And there we saw the men and boys
As thick as hasty pudding.
OMKVÆD
There was Captain Washington
Upon a slapping stallion
A-giving orders to his men
I guess there was a million.
OMKVÆD

## Variationer og parodier
Der findes mange andre variationer og parodier, inklusiv den skolebørn lærer i dag:[kilde mangler]
Yankee Doodle went to town
A-riding on a pony
He stuck a feather in his hat
And called it macaroni
Yankee Doodle, keep it up
Yankee Doodle dandy
Yankee Doodle round the world
As sweet as sugar candy
eller
Yankee Doodle went to town
A-riding on a pony
He stuck a feather in his hat
And called it macaroni
Yankee Doodle, keep it up
Yankee Doodle dandy
Mind the music and the step
and with the girls be handy!
Nogle mener, at disse var alternative takter brugt af den britiske hær under uafhængighedskrigen. En "macaroni", var i midten af det 18. århundrede en fashionabel person; joken var, at Yankees troede, at en fjer i hatten var nok til at få dem til at være med på moden. Hvorvidt biterne sang den eller ej, blev de entusiastisk overtaget af Yanks'ene selv.
I 1930'erne sang jazz-vokalisten Billie Holiday sin egen parodiversion af sangen, som begyndte sådan:[kilde mangler]
Yankee Doodle never went to town
I've just discovered the story was phony
Let me give you all the real low-down
He didn’t even own a pony
En mere moderne parodiversion:[kilde mangler]
Yankee Doodle went to London riding on a turtle
Turned the corner just in time to see a lady's girdle!
Yankee Doodle went to town riding on a baby
He accidentally turned around and saw a naked lady

## Populærkultur
- Voice of America begynder og slutter alle udsendelser med et interval signal af "Yankee Doodle".
- Ånden fra '76 (før kendt som Yankee Doodle) er det mest berømte maleri af Archibald MacNeal Willard.